# Chrysopilus ater
Chrysopilus ater är en tvåvingeart som beskrevs av Samuel Wendell Williston  1896. Chrysopilus ater ingår i släktet Chrysopilus och familjen snäppflugor. Inga underarter finns listade i Catalogue of Life.